# FC Twente in het seizoen 1965/66
Het seizoen 1965/1966 was het eerste jaar in het bestaan van de voetbalclub FC Twente. De ploeg was op 1 juli 1965 ontstaan door een fusie van Sportclub Enschede en Enschedese Boys. SC Enschede was in seizoen 1964/1965 zevende geworden in de Eredivisie. FC Twente nam het recht over om in de hoogste Nederlandse profklasse te mogen starten. De Tukkers kwamen uit in de Nederlandse Eredivisie en namen deel aan het toernooi om de KNVB beker.

## Selectie
De Oostenrijker Friedrich Donenfeld werd in 1965 de eerste trainer van FC Twente. Hij was het jaar daarvoor nog trainer van SC Enschede. Zijn assistent was de Engelsman Ernie Robinson, die eveneens trainer was geweest van SC Enschede.
De selectie bestond voornamelijk uit spelers die in het voorgaande seizoen voor SC Enschede speelden. Willem de Vries was de eerste speler die een contract tekende bij de fusieclub. Egbert ter Mors werd ingelijfd van Go Ahead, de Duitse aanvaller Heinz Höher werd overgenomen van Meidericher SV en de Luxemburger Spitz Kohn kwam over van Fortuna '54. De Joegoslaaf Ned Bulatović was aanvankelijk de enige basisspeler die voor de fusie bij de Enschedese Boys in de Eerste divisie speelde.
De aanvoerder van FC Twente in het eerste seizoen was Johan Plageman.
| Naam                  | Positie        | Geb. datum | Opmerking                              |
| --------------------- | -------------- | ---------- | -------------------------------------- |
| Henny Ardesch         | doelverdediger | 29-10-1943 | Afkomstig van Sportclub Enschede       |
| Dais ter Beek         | verdediger     | 10-04-1936 | Afkomstig van Sportclub Enschede       |
| Jan Bronkers          | middenvelder   | 22-10-1944 | Afkomstig van Enschedese Boys          |
| Ned Bulatović         | aanvaller      | 19-04-1938 | Afkomstig van Enschedese Boys          |
| Issy ten Donkelaar    | aanvaller      | 07-11-1941 | Afkomstig van Sportclub Enschede       |
| Thomas Geerdink       | verdediger     | 03-04-1946 | Afkomstig van Enschedese Boys          |
| Henk Gieskes          | verdediger     | 20-04-1945 | Afkomstig van Sportclub Enschede       |
| Herman Heskamp        | aanvaller      | 02-02-1947 | Afkomstig van GVV Eilermark (amateurs) |
| Frits Hilgerink       | middenvelder   | 28-05-1941 | Afkomstig van Enschedese Boys          |
| Heinz Höher           | aanvaller      | 11-08-1938 | Afkomstig van Meidericher SV           |
| Job Hoomans           | verdediger     | 18-03-1936 | Afkomstig van Sportclub Enschede       |
| Benno Huve            | middenvelder   | 09-05-1946 | Afkomstig van Sportclub Enschede       |
| Gerrit Klein Poelhuis | doelverdediger | 07-06-1942 | Afkomstig van Enschedese Boys          |
| Spitz Kohn            | aanvaller      | 01-11-1933 | Afkomstig van Fortuna '54              |
| Egbert ter Mors       | middenvelder   | 17-01-1945 | Afkomstig van Go Ahead                 |
| Gyula Nemes           | middenvelder   | 14-03-1938 | Afkomstig van Sportclub Enschede       |
| Kalle Oranen          | aanvaller      | 26-02-1946 | Afkomstig van Sportclub Enschede       |
| Johan Plageman        | middenvelder   | 19-02-1942 | Afkomstig van Sportclub Enschede       |
| Hans Roordink         | aanvaller      | 08-09-1943 | Afkomstig van Enschedese Boys          |
| Ruud Vondeling        | verdediger     | 20-02-1939 | Afkomstig van Sportclub Enschede       |
| Willem de Vries       | verdediger     | 20-10-1942 | Afkomstig van Sportclub Enschede       |
| Kees Warringa         | doelverdediger | 15-08-1943 | Afkomstig van Sportclub Enschede       |

## Seizoensverloop
In het eerste jaar van het bestaan eindigde Twente op een teleurstellende elfde plaats. De start van het seizoen was nog goed, met een gedeelde tweede plek na negen wedstrijden. De ploeg speelde echter wisselvallig en eindigde de competitie ronduit slecht door de laatste vijf wedstrijden te verliezen. Trainer Donenfeld kon de grote en dure selectie, waarin spelers die tot een jaar eerder vaste waarde waren in het eerste van SC Enschede en de Enschedese Boys om een plaatsje moesten vechten, niet inspireren. Hij zou een jaar later dan ook plaatsmaken voor de jonge Kees Rijvers.
Van de dertig wedstrijden werden er vijftien verloren. Negen werden er gewonnen en zes eindigden met een gelijkspel. De grootste overwinning was de thuiswedstrijd op 31 oktober 1965 tegen Willem II: 6-1 met vier doelpunten van Hans Roordink. De laatste wedstrijd van het seizoen, thuis tegen PSV, ging met 1-7 verloren.
Clubtopscorer werd Hans Roordink, met elf doelpunten. De latere trainer Spitz Kohn bleef op één doelpunt minder steken. Verdediger Job Hoomans viel op door in één wedstrijd (uit tegen Go Ahead) tweemaal in het eigen doel te scoren.
Ook in de KNVB beker 1965/66 was FC Twente weinig succesvol. In de eerste ronde van het toernooi waren de ploegen ingedeeld in vijftien regionale groepen. FC Twente moest het in een halve competitie opnemen tegen AGOVV, HVV Tubantia en De Graafschap. Twente en De Graafschap eindigden beiden met vijf punten. De Graafschap bekerde dankzij een beter doelsaldo door naar de achtste finales.
| 12 |

| 15 |

| 7 |

| 7 |

| 10 |

| 5 |

| 6 |

| 5 |

| 2 |

| 4 |

| 3 |

| 5 |

| 5 |

| 7 |

| 8 |

| 8 |

| 8 |

| 7 |

| 9 |

| 9 |

| 8 |

| 9 |

| 9 |

| 9 |

| 9 |

| 9 |

| 9 |

| 9 |

| 9 |

| 11 |

| winst | gelijk | verlies |

| 12 |

| 15 |

| 7 |

| 7 |

| 10 |

| 5 |

| 6 |

| 5 |

| 2 |

| 4 |

| 3 |

| 5 |

| 5 |

| 7 |

| 8 |

| 8 |

| 8 |

| 7 |

| 9 |

| 9 |

| 8 |

| 9 |

| 9 |

| 9 |

| 9 |

| 9 |

| 9 |

| 9 |

| 9 |

| 11 |

| winst | gelijk | verlies |

## Wedstrijdstatistieken

### Eredivisie 1965/66
| 1e wedstrijd | FC Twente | 1 - 1 (0 - 1)                                   | Telstar | Spelers FC Twente |
| zo. 22 augustus 1965 Plaats: Enschede Stadion Het Diekman Toeschouwers: 17.000 Scheidsrechter: Henk Brouwer | Egbert ter Mors 69'                                                                                           | 0 - 1 1 - 1                                     | 23' Carlos | BASISOPSTELLING: Warringa, Vondeling, Ter Beek, De Vries, Hoomans, Plageman, Ter Mors, Höher, Kohn, Bulatović, Ten Donkelaar TRAINER: Friedrich Donenfeld                         |
| 2e wedstrijd | Go Ahead | 2 - 0 (0 - 0)                                   | FC Twente | Spelers FC Twente |
| zo. 29 augustus 1965 Plaats: Deventer De Adelaarshorst Toeschouwers: 20.000 Scheidsrechter: Ad Boogaerts | Job Hoomans (ed) 68' Job Hoomans (ed) 87'                                                                     | 1 - 0 2 - 0                                     | | BASISOPSTELLING: Warringa, Vondeling, Ter Beek, De Vries, Hoomans, Plageman, Ter Mors, Ten Donkelaar, Kohn, Bulatović, Oranen TRAINER: Friedrich Donenfeld                        |
| - FC Twente-verdediger Job Hoomans was de eerste speler in de Eredivisie die in één wedstrijd twee keer het eigen doel trof. | |                                                 | | |
| 3e wedstrijd | FC Twente | 4 - 1 (1 - 1)                                   | SC Heracles | Spelers FC Twente |
| zo. 5 september 1965 Plaats: Enschede Stadion Het Diekman Toeschouwers: 17.000 Scheidsrechter: Leo Horn | Dais ter Beek 20' Issy ten Donkelaar 54' Hans Roordink 58' Egbert ter Mors 82'                                | 0 - 1 1 - 1 2 - 1 3 - 1 4 - 1                   | 15' Chris Hartjes (p) | BASISOPSTELLING: Warringa, Vondeling, Ter Beek, De Vries, Hoomans, Plageman, Roordink, Ter Mors, Höher, Bulatović, Ten Donkelaar TRAINER: Friedrich Donenfeld                     |
| 4e wedstrijd | Sparta | 3 - 4 (2 - 1)                                   | FC Twente | Spelers FC Twente |
| zo. 12 september 1965 Plaats: Rotterdam Het Kasteel Toeschouwers: 17.000 Scheidsrechter: Jef Dorpmans | Gerard van de Kerkhof 1' Charly Bosveld 20' Ole Madsen 87'                                                    | 1 - 0 2 - 0 2 - 1 2 - 2 2 - 3 2 - 4 3 - 4       | 25' Egbert ter Mors 59' Hans Roordink 67' Dais ter Beek (p) 72' Hans Roordink                                                                             | BASISOPSTELLING: Warringa, Vondeling, Ter Beek, De Vries, Hoomans, Plageman, Ter Mors, Höher, Roordink, Kohn, Ten Donkelaar TRAINER: Friedrich Donenfeld                          |
| 5e wedstrijd | FC Twente | 0 - 3 (0 - 1)                                   | DWS | Spelers FC Twente |
| zo. 26 september 1965 Plaats: Enschede Stadion Het Diekman Toeschouwers: 12.000 Scheidsrechter: Piet Roomer | | 0 - 1 0 - 2 0 - 3                               | 34' Rob Rensenbrink 75' Mosje Temming (p) 78' Frans Geurtsen                                                                                              | BASISOPSTELLING: Warringa, Vondeling, Ter Beek, De Vries, Hoomans, Plageman, Roordink, Höher, Kohn, Ter Mors, Ten Donkelaar TRAINER: Friedrich Donenfeld                          |
| 6e wedstrijd | Fortuna '54                                                                                                   | 1 - 3 (1 - 0)                                   | FC Twente | Spelers FC Twente |
| zo. 3 oktober 1965 Plaats: Geleen Mauritsstadion Toeschouwers: 7.000 Scheidsrechter: Ad Voermans | Peter Benen 45'                                                                                               | 1 - 0 1 - 1 1 - 2 1 - 3                         | 83' Dais ter Beek 84' Heinz Höher 85' Spitz Kohn | BASISOPSTELLING: Warringa, Vondeling, De Vries, Ter Beek, Hoomans, Roordink, Ter Mors, Höher, Kohn, Bulatović, Ten Donkelaar TRAINER: Friedrich Donenfeld                         |
| - In dit duel stonden zes nationaliteiten opgesteld. Behalve Nederlanders speelden bij Fortuna de Belg André Piters en de Braziliaan Zezé Gambassi en bij Twente de Joegoslaaf Ned Bulatović, de Duitser Heinz Höher en de Luxemburger Spitz Kohn. Twente besliste de wedstrijd door tussen de 83e en 85e minuut drie keer te scoren. | |                                                 | | |
| 7e wedstrijd | FC Twente | 0 - 0                                           | ADO | Spelers FC Twente |
| zo. 10 oktober 1965 Plaats: Enschede Stadion Het Diekman Toeschouwers: 10.000 Scheidsrechter: Lau van Ravens | |                                                 | | BASISOPSTELLING: Warringa, Vondeling, Ter Beek, De Vries, Hoomans, Roordink, Ter Mors, Höher, Kohn, Bulatović, Ten Donkelaar TRAINER: Friedrich Donenfeld                         |
| 8e wedstrijd | GVAV | 0 - 2 (0 - 0)                                   | FC Twente | Spelers FC Twente |
| zo. 24 oktober 1965 Plaats: Groningen Stadion Oosterpark Toeschouwers: 9.000 Scheidsrechter: Henk Brouwer | | 0 - 1 0 - 2                                     | 49' Spitz Kohn 88' Heinz Höher | BASISOPSTELLING: Warringa, Vondeling, Ter Beek, De Vries, Hoomans, Ter Mors, Bulatović, Ten Donkelaar, Höher, Kohn, Roordink TRAINER: Friedrich Donenfeld                         |
| 9e wedstrijd | FC Twente | 6 - 1 (2 - 1)                                   | Willem II | Spelers FC Twente |
| zo. 31 oktober 1965 Plaats: Enschede Stadion Het Diekman Toeschouwers: 8.500 Scheidsrechter: Piet van der Veer | Johan Plageman 43' Hans Roordink 44' Johan Plageman 49' Hans Roordink 64' Hans Roordink 72' Hans Roordink 81' | 0 - 1 1 - 1 2 - 1 3 - 1 4 - 1 5 - 1 6 - 1       | 14' Frie Nouwens | BASISOPSTELLING: Warringa, Vondeling, De Vries, Ter Beek, Hoomans, Plageman, Ter Mors, Ten Donkelaar, Roordink, Bulatović, Höher TRAINER: Friedrich Donenfeld                     |
| 10e wedstrijd | DOS | 3 - 0 (0 - 0)                                   | FC Twente | Spelers FC Twente |
| zo. 28 november 1965 Plaats: Utrecht Stadion Galgenwaard Toeschouwers: 6.000 Scheidsrechter: Ad Bijleveld | Henk Wery 57' Tonny van der Linden 83' Tonny van der Linden 88'                                               | 1 - 0 2 - 0 3 - 0                               | | BASISOPSTELLING: Warringa, Vondeling, De Vries, Ter Beek, Nemes, Plageman, Ter Mors, Höher, Roordink, Bulatović, Kohn TRAINER: Friedrich Donenfeld                                |
| 11e wedstrijd | FC Twente | 3 - 1 (3 - 0)                                   | Elinkwijk | Spelers FC Twente |
| zo. 12 december 1965 Plaats: Enschede Stadion Het Diekman Toeschouwers: 8.000 Scheidsrechter: Wim Schalks | Hans Roordink 30' Spitz Kohn 37' Hans Roordink 37'                                                            | 1 - 0 2 - 0 3 - 0 3 - 1                         | 74' Ton Nieuwenhuis | BASISOPSTELLING: Warringa, Vondeling, Plageman, Nemes, De Vries, Ter Beek, Ten Donkelaar, Ter Mors, Roordink, Bulatović, Kohn TRAINER: Friedrich Donenfeld                        |
| 12e wedstrijd | Ajax | 3 - 1 (2 - 1)                                   | FC Twente | Spelers FC Twente |
| zo. 26 december 1965 Plaats: Amsterdam Stadion De Meer Toeschouwers: 22.000 Scheidsrechter: Ton Bom | Klaas Nuninga 2' Piet Keizer (p) 32' Johan Cruijff 55'                                                        | 1 - 0 1 - 1 2 - 1 3 - 1                         | 7' Spitz Kohn | BASISOPSTELLING: Warringa, Vondeling, Hoomans, Nemes, De Vries, Ter Beek, Ten Donkelaar, Plageman, Roordink, Ter Mors, Kohn TRAINER: Friedrich Donenfeld                          |
| 13e wedstrijd | FC Twente | 0 - 0                                           | MVV | Spelers FC Twente |
| zo. 9 januari 1966 Plaats: Enschede Stadion Het Diekman Toeschouwers: 5.000 Scheidsrechter: Ad Voermans | |                                                 | | BASISOPSTELLING: Warringa, Vondeling, Hoomans, Nemes, De Vries, Ter Beek, Ten Donkelaar, Plageman, Roordink, Ter Mors, Kohn TRAINER: Friedrich Donenfeld                          |
| 14e wedstrijd | Feijenoord | 4 - 0 (2 - 0)                                   | FC Twente | Spelers FC Twente |
| zo. 16 januari 1966 Plaats: Rotterdam Stadion Feijenoord Toeschouwers: 25.000 Scheidsrechter: Theo Boosten | Piet Kruiver 28' Hans Venneker 30' Hans Venneker 62' Piet Kruiver 80'                                         | 1 - 0 2 - 0 3 - 0 4 - 0                         | | BASISOPSTELLING: Warringa, Vondeling, Nemes, De Vries, Hoomans, Plageman, Ter Beek, Ten Donkelaar, Roordink, Ter Mors, Hilgerink TRAINER: Friedrich Donenfeld                     |
| 15e wedstrijd | PSV | 2 - 2 (0 - 0)                                   | FC Twente | Spelers FC Twente |
| zo. 30 januari 1966 Plaats: Eindhoven Philips Stadion Toeschouwers: 14.000 Scheidsrechter: Henk Brouwer | Piet Giesen 54' Daan Schrijvers (p) 84'                                                                       | 1 - 0 1 - 1 1 - 2 2 - 2                         | 81' Hans Roordink 83' Hans Roordink | BASISOPSTELLING: Warringa, Vondeling, Hoomans, Ter Beek, De Vries, Plageman, Roordink, Nemes, Kohn, Ter Mors, Höher TRAINER: Friedrich Donenfeld                                  |
| 16e wedstrijd | Telstar | 1 - 0 (1 - 0)                                   | FC Twente | Spelers FC Twente |
| zo. 6 februari 1966 Plaats: IJmuiden Sportpark Schoonenberg Toeschouwers: 5.000 Scheidsrechter: Piet van der Veer | Ger Clement 15'                                                                                               | 1 - 0                                           | | BASISOPSTELLING: Warringa, Vondeling, Hoomans, Ter Beek, De Vries, Plageman, Roordink, Nemes, Kohn, Ter Mors, Höher WISSEL: Ten Donkelaar - Ter Beek TRAINER: Friedrich Donenfeld |
| 17e wedstrijd | FC Twente | 3 - 1 (1 - 0)                                   | Go Ahead | Spelers FC Twente |
| zo. 27 februari 1966 Plaats: Enschede Stadion Het Diekman Toeschouwers: 8.500 Scheidsrechter: Leo Horn | Spitz Kohn 11' Spitz Kohn 57' Willem de Vries 60'                                                             | 1 - 0 2 - 0 3 - 0 3 - 1                         | 65' Jan Boekestein | BASISOPSTELLING: Warringa, Vondeling, Hoomans, Nemes, Ter Beek, Plageman, Roordink, Hilgerink, Höher, De Vries, Kohn TRAINER: Friedrich Donenfeld                                 |
| 18e wedstrijd | SC Heracles                                                                                                   | 2 - 0 (0 - 0)                                   | FC Twente | Spelers FC Twente |
| zo. 6 maart 1966 Plaats: Almelo Gem. Sportpark Bornsestraat Toeschouwers: 10.000 Scheidsrechter: Chris van de Berg | Herman Morsink 52' Flip Stapper 56'                                                                           | 1 - 0 2 - 0                                     | | BASISOPSTELLING: Warringa, Vondeling, Hoomans, Nemes, Ter Beek, Plageman, Höher, Roordink, Kohn, De Vries, Ter Mors TRAINER: Friedrich Donenfeld                                  |
| 19e wedstrijd | FC Twente | 0 - 4 (0 - 0)                                   | Sparta | Spelers FC Twente |
| zo. 13 maart 1966 Plaats: Enschede Stadion Het Diekman Toeschouwers: 5.000 Scheidsrechter: Leo Horn | | 0 - 1 0 - 2 0 - 3 0 - 4                         | 68' Theo Laseroms 73' Charly Bosveld 81' Charly Bosveld 90' Charly Bosveld                                                                                | BASISOPSTELLING: Klein Poelhuis, Huve, Hoomans, Nemes, De Vries, Hilgerink, Ten Donkelaar, Ter Mors, Höher, Bulatović, Kohn TRAINER: Friedrich Donenfeld                          |
| 20e wedstrijd | DWS | 1 - 1 (0 - 0)                                   | FC Twente | Spelers FC Twente |
| zo. 20 maart 1966 Plaats: Amsterdam Olympisch Stadion Toeschouwers: 11.000 Scheidsrechter: Jef Dorpmans | Jos Vonhof (p) 65'                                                                                            | 1 - 0 1 - 1                                     | 80' Spitz Kohn | BASISOPSTELLING: Ardesch, Vondeling, Hoomans, Plageman, De Vries, Hilgerink, Ten Donkelaar, Ter Mors, Kohn, Nemes, Oranen TRAINER: Friedrich Donenfeld                            |
| 21e wedstrijd | FC Twente | 1 - 0 (1 - 0)                                   | Fortuna '54 | Spelers FC Twente |
| zo. 27 maart 1966 Plaats: Enschede Stadion Het Diekman Toeschouwers: 3.500 Scheidsrechter: Henk Lausberg | Spitz Kohn 14'                                                                                                | 1 - 0                                           | | BASISOPSTELLING: Ardesch, Vondeling, Hoomans, Plageman, De Vries, Hilgerink, Ten Donkelaar, Ter Mors, Kohn, Nemes, Oranen TRAINER: Friedrich Donenfeld                            |
| 22e wedstrijd | ADO | 4 - 1 (3 - 1)                                   | FC Twente | Spelers FC Twente |
| zo. 3 april 1966 Plaats: Den Haag Zuiderpark Stadion Toeschouwers: 17.000 Scheidsrechter: Piet Roomer | Kees Aarts 13' Henk Houwaart 19' Lambert Maassen 27' Lambert Maassen 85'                                      | 1 - 0 2 - 0 3 - 0 3 - 1 4 - 1                   | 44' Spitz Kohn | BASISOPSTELLING: Ardesch, Plageman, Hilgerink, Ter Beek, Hoomans, Roordink, Nemes, Ten Donkelaar, Kohn, Ter Mors, Oranen TRAINER: Friedrich Donenfeld                             |
| 23e wedstrijd | FC Twente | 1 - 1 (0 - 1)                                   | GVAV | Spelers FC Twente |
| za. 9 april 1966 Plaats: Enschede Stadion Het Diekman Toeschouwers: 5.000 Scheidsrechter: Gert Bus | Egbert ter Mors 75'                                                                                           | 0 - 1 1 - 1                                     | 18' Gerrit van Tilburg | BASISOPSTELLING: Warringa, Vondeling, Hoomans, Plageman, Ter Beek, Hilgerink, Heskamp, Nemes, Höher, Ter Mors, Kohn TRAINER: Friedrich Donenfeld                                  |
| 24e wedstrijd | Willem II | 4 - 0 (3 - 0)                                   | FC Twente | Spelers FC Twente |
| ma. 11 april 1966 Plaats: Tilburg Gemeentelijk Sportpark Toeschouwers: 7.000 Scheidsrechter: Joop Vervoort | Piet Timmermans 3' Rini Mettes 29' Willy Senders 37' Frie Nouwens 88'                                         | 1 - 0 2 - 0 3 - 0 4 - 0                         | | BASISOPSTELLING: Warringa, Vondeling, Hoomans, Plageman, Ter Beek, Hilgerink, Heskamp, Nemes, Höher, Ter Mors, Kohn TRAINER: Friedrich Donenfeld                                  |
| 25e wedstrijd | FC Twente | 5 - 1 (3 - 1)                                   | DOS | Spelers FC Twente |
| zo. 24 april 1966 Plaats: Enschede Stadion Het Diekman Toeschouwers: 5.000 Scheidsrechter: Theo Boosten | Herman Heskamp 7' Herman Heskamp 16' Herman Heskamp 23' Issy ten Donkelaar 53' Spitz Kohn 83'                 | 1 - 0 2 - 0 3 - 0 3 - 1 4 - 1 5 - 1             | 33' Ed van Stijn | BASISOPSTELLING: Warringa, Vondeling, Ter Beek, Plageman, Hoomans, Nemes, Ter Mors, Heskamp, Höher, Kohn, Ten Donkelaar TRAINER: Friedrich Donenfeld                              |
| 26e wedstrijd | FC Twente | 1 - 3 (0 - 2)                                   | Feijenoord | Spelers FC Twente |
| zo. 1 mei 1966 Plaats: Enschede Stadion Het Diekman Toeschouwers: 13.500 Scheidsrechter: Gerard Klaassens | Issy ten Donkelaar 71'                                                                                        | 0 - 1 0 - 2 1 - 2 1 - 3                         | 11' Piet Kruiver 19' Harry Bild 77' Piet Kruiver | BASISOPSTELLING: Warringa, Vondeling, Hoomans, Nemes, Ter Beek, Plageman, Heskamp, Höher, Kohn, Ter Mors, Ten Donkelaar TRAINER: Friedrich Donenfeld                              |
| 27e wedstrijd | Elinkwijk | 2 - 1 (2 - 0)                                   | FC Twente | Spelers FC Twente |
| zo. 8 mei 1966 Plaats: Utrecht Elinkwijk-terrein Toeschouwers: 9.000 Scheidsrechter: Gerard van Oostrum | Henny van Egdom 4' Henny van Egdom 18'                                                                        | 1 - 0 2 - 0 2 - 1                               | 66' Herman Heskamp | BASISOPSTELLING: Warringa, Vondeling, Hoomans, Nemes, Ter Beek, Plageman, Heskamp, Höher, Kohn, Ter Mors, Ten Donkelaar TRAINER: Friedrich Donenfeld                              |
| 28e wedstrijd | FC Twente | 0 - 2 (0 - 0)                                   | Ajax | Spelers FC Twente |
| zo. 15 mei 1966 Plaats: Enschede Stadion Het Diekman Toeschouwers: 12.000 Scheidsrechter: Gert Bus | | 0 - 1 0 - 2                                     | 52' Piet Keizer 71' Johan Cruijff | BASISOPSTELLING: Ardesch, Vondeling, Hoomans, Nemes, Ter Beek, Plageman, Heskamp, Höher, Ten Donkelaar, Ter Mors, Oranen TRAINER: Friedrich Donenfeld                             |
| 29e wedstrijd | MVV | 3 - 2 (0 - 0)                                   | FC Twente | Spelers FC Twente |
| do. 19 mei 1966 Plaats: Maastricht De Geusselt Toeschouwers: 6.000 Scheidsrechter: Ad Voermans | Bert Willems 75' Michel Thal 79' Michel Thal 89'                                                              | 0 - 1 0 - 2 1 - 2 2 - 2 3 - 2                   | 48' Herman Heskamp 73' Issy ten Donkelaar | BASISOPSTELLING: Ardesch, Vondeling, Hoomans, Plageman, Ter Beek, Nemes, Ter Mors, Heskamp, Höher, Ten Donkelaar, Oranen TRAINER: Friedrich Donenfeld                             |
| - Twente-doelverdediger Henny Ardesch en MVV-speler Werner Weigel werden bij de stand 0 - 1 uit het veld gestuurd nadat ze met elkaar op de vuist gingen. Verdediger Job Hoomans verving Ardesch als keeper. | |                                                 | | |
| 30e wedstrijd | FC Twente | 1 - 7 (1 - 1)                                   | PSV | Spelers FC Twente |
| zo. 22 mei 1966 Plaats: Enschede Stadion Het Diekman Toeschouwers: 1800 Scheidsrechter: Gert Bus | Issy ten Donkelaar 3'                                                                                         | 1 - 0 1 - 1 1 - 2 1 - 3 1 - 4 1 - 5 1 - 6 1 - 7 | 18' Willy van der Kuijlen 50' Miel Pijs 51' Willy van der Kuijlen 53' Gerard Hoenen 57' Miel Pijs 59' Willy van der Kuijlen 85' Willy van der Kuijlen (p) | BASISOPSTELLING: Warringa, Huve, Hilgerink, Nemes, Ter Beek, Plageman, Roordink, Ter Mors, Ten Donkelaar, Bulatović, Oranen WISSEL: Gieskes - Huve TRAINER: Friedrich Donenfeld   |
| | |                                                 | | |

### KNVB beker 1965/66
| 1e groepswedstrijd                                                                                           | FC Twente                                                 | 3 - 1 (2 - 1)                                   | AGOVV                                                                                          | Spelers FC Twente: |
| zo. 19 september 1965 Plaats: Enschede Stadion Het Diekman Toeschouwers: 2.500 Scheidsrechter: Henk Lausberg | Dais ter Beek 3' Issy ten Donkelaar 14' Hans Roordink 84' | 1 - 0 2 - 0 2 - 1 3 - 1                         | 15' Piet Smits                                                                                 | OPSTELLING: Warringa, Hoomans, De Vries, Vondeling, Ter Beek, Ten Donkelaar, Ter Mors, Plageman, Roordink, Bulatović, Oranen TRAINER: Friedrich Donenfeld |
| |                                                           |                                                 |                                                                                                | |
| 2e groepswedstrijd                                                                                           | HVV Tubantia                                              | 3 - 5 (1 - 2)                                   | FC Twente                                                                                      | Spelers FC Twente: |
| zo. 7 november 1965 Plaats: Hengelo Stadion Veldwijk Toeschouwers: 6.500 Scheidsrechter: Joop Vervoort       | Bertus Strating 41' Frits Huiskes 52' Jan Rompelman 67'   | 0 - 1 1 - 1 1 - 2 2 - 2 3 - 2 3 - 3 3 - 4 3 - 5 | 37' Hans Roordink 44' Barry Bruggink (ed) 73' Johan Plageman 75' Hans Roordink 86' Heinz Höher | OPSTELLING: Warringa, Vondeling, Hoomans, Ter Mors, De Vries, Ter Beek, Ten Donkelaar, Plageman, Roordink, Bulatović, Höher TRAINER: Friedrich Donenfeld  |
| |                                                           |                                                 |                                                                                                | |
| 3e groepswedstrijd                                                                                           | FC Twente                                                 | 0 - 0                                           | De Graafschap                                                                                  | Spelers FC Twente: |
| zo. 2 januari 1966 Plaats: Enschede Stadion Het Diekman Toeschouwers: 1.500 Scheidsrechter: Rinus Barmentlo  |                                                           |                                                 |                                                                                                | OPSTELLING: Warringa, Hoomans, De Vries, Plageman, Ter Mors, Ter Beek, Ten Donkelaar, Nemes, Kohn, Bulatović, Höher TRAINER: Friedrich Donenfeld          |
| |                                                           |                                                 |                                                                                                | |
| |                                                           |                                                 |                                                                                                | |

## Spelersstatistieken
| Naam                        | Competitie | Competitie | Beker | Beker | Totaal | Totaal |
| Naam                        | W          |            | W     |       | W      |        |
| --------------------------- | ---------- | ---------- | ----- | ----- | ------ | ------ |
| Henny Ardesch               | 5          | 0          | 0     | 0     | 5      | 0      |
| Dais ter Beek               | 27         | 3          | 3     | 1     | 30     | 4      |
| Ned Bulatović               | 11         | 0          | 3     | 0     | 14     | 0      |
| Issy ten Donkelaar          | 24         | 5          | 3     | 1     | 27     | 6      |
| Henk Gieskes                | 1          | 0          | 0     | 0     | 1      | 0      |
| Herman Heskamp              | 7          | 5          | 0     | 0     | 7      | 5      |
| Frits Hilgerink             | 9          | 0          | 0     | 0     | 9      | 0      |
| Heinz Höher                 | 21         | 2          | 2     | 1     | 23     | 3      |
| Job Hoomans                 | 27         | 0          | 3     | 0     | 30     | 0      |
| Benno Huve                  | 2          | 0          | 0     | 0     | 2      | 0      |
| Gerrit Klein Poelhuis       | 1          | 0          | 0     | 0     | 1      | 0      |
| Spitz Kohn                  | 24         | 10         | 1     | 0     | 25     | 10     |
| Egbert ter Mors             | 29         | 4          | 3     | 0     | 32     | 4      |
| Gyula Nemes                 | 21         | 0          | 1     | 0     | 22     | 0      |
| Kalle Oranen                | 7          | 0          | 1     | 0     | 8      | 0      |
| Johan Plageman              | 26         | 2          | 3     | 1     | 29     | 3      |
| Hans Roordink               | 18         | 11         | 2     | 3     | 20     | 14     |
| Ruud Vondeling              | 27         | 0          | 2     | 0     | 29     | 0      |
| Willem de Vries             | 21         | 1          | 3     | 0     | 24     | 1      |
| Kees Warringa               | 24         | 0          | 3     | 0     | 27     | 0      |
| eigen doelpunt tegenstander | -          | 0          | -     | 1     | -      | 1      |
| T O T A A L                 | 30         | 43         | 3     | 8     | 33     | 51     |

ADO ·
Ajax ·
DOS ·
DWS ·
Elinkwijk ·
Feijenoord ·
Fortuna '54 ·
Go Ahead ·
GVAV ·
Heracles ·
MVV ·
PSV ·
Sparta ·
Telstar ·
FC Twente '65 ·
Willem II